# Alessandro Volta

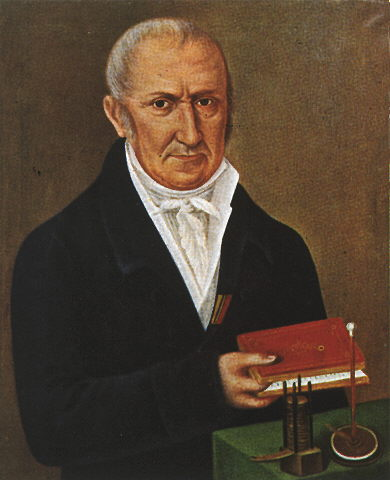
Alessandro Volta

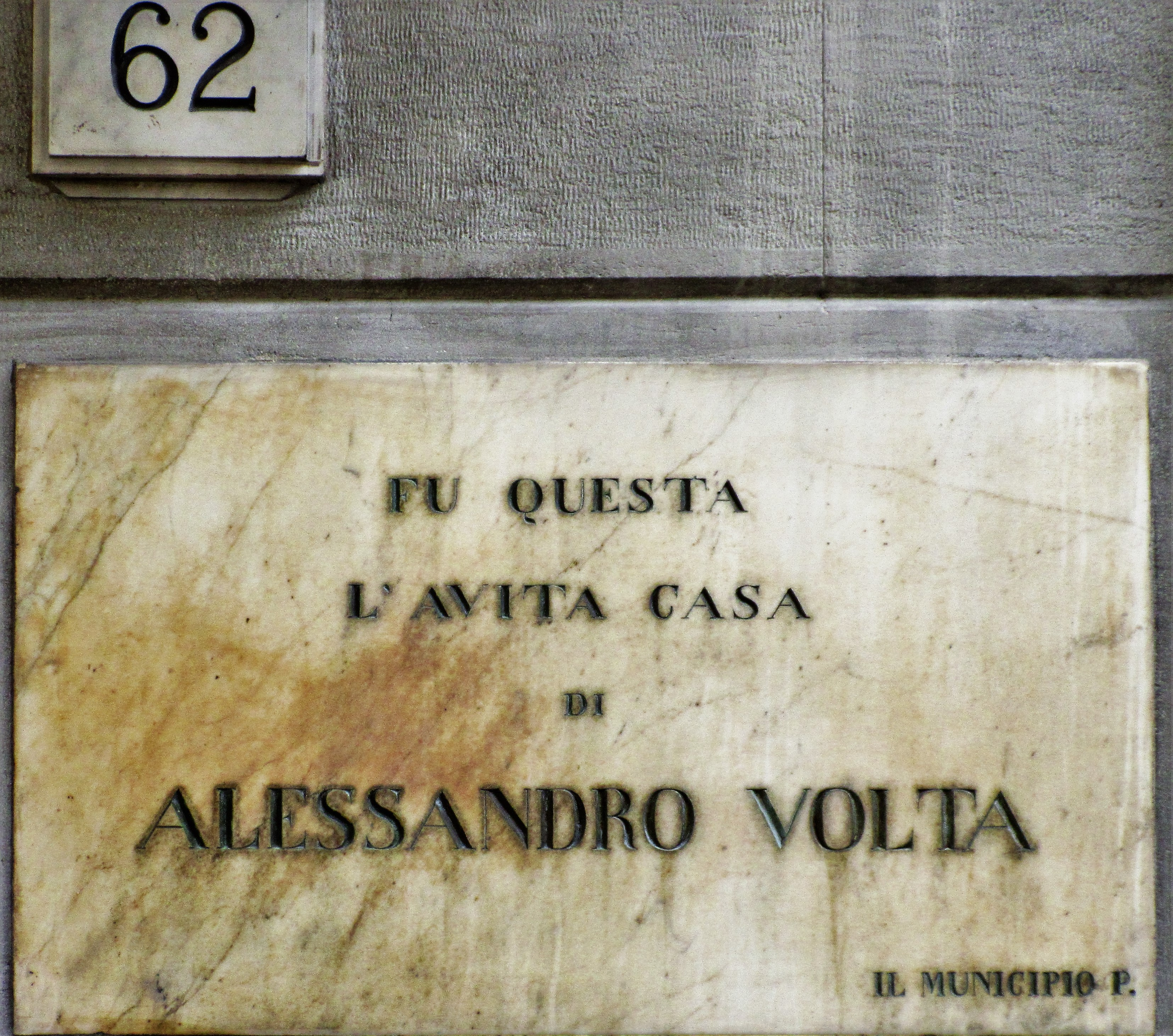
Hinweisschild am Wohnhaus Voltas in Como

Alessandro Giuseppe Antonio Anastasio Volta, ab 1810 Graf von Volta (* 18. Februar 1745 in Como; † 5. März 1827 ebenda), war ein italienischer Physiker. Er gilt als Erfinder der Volta’schen Säule, heute bekannt als elektrische Batterie, und als einer der Begründer der Elektrizitätslehre. Nach ihm wurde die SI-Einheit für die elektrische Spannung benannt.

## Leben und Werk
Volta wurde als Sohn einer wohlhabenden Familie in Como im damals habsburgischen Norditalien als eines von neun Kindern geboren, von denen fünf – wie auch einige Onkel – Priester wurden. Der Vater selbst war lange Jesuitennovize. Voltas Eltern, Filippo Volta und Maria Maddalena dei Conti Inzaghi, hatten aber eine andere Laufbahn für Volta vorgesehen und schickten ihn in Vorbereitung einer Juristenlaufbahn von 1758 bis 1760 auf eine Jesuitenschule. Im Selbststudium beschäftigte er sich mit Büchern über Elektrizität (Pieter van Musschenbroek, Jean-Antoine Nollet, Giambatista Beccaria) und korrespondierte mit führenden Gelehrten. Der Turiner Physik-Professor Beccaria riet ihm, sich auf experimentelle Arbeit zu konzentrieren. 1769 veröffentlichte er mit seiner Dissertation De vi attractiva ignis electrici (deutsch: „Über die Anziehungskraft des elektrischen Feuers“) eine erste physikalische Arbeit, die schon Kritik an den Autoritäten laut werden ließ. 1775 wuchs seine Bekanntheit durch die Erfindung des bald in ganz Europa benutzten Elektrophors, mit dem durch Influenz erzeugte statische Elektrizität erzeugt und transportiert werden konnte. 1774 wurde er zum Superintendenten und Direktor der staatlichen Schulen in Como ernannt. Schon 1775 wurde er dann zum Professor für Experimentalphysik an der Schule in Como berufen. 1776 entdeckte er in aus den Sümpfen am Lago Maggiore aufsteigenden Gasblasen als Erster das Methan und begann mit dem brennbaren Gas zu experimentieren (Volta-Pistole, in der ein elektrischer Funke in einer Flasche die Verbrennung auslöst, also eine Art Gasfeuerzeug). Er konstruierte damit stetig brennende Lampen und benutzte seine Volta-Pistole als Messgerät für den Sauerstoffgehalt von Gasen (Eudiometer).
All diese Entdeckungen führten dazu, dass er 1778 (nach einer Reise in die Schweiz 1777, wo er u. a. Voltaire traf) zum Professor für Physik und bis 1819 Lehrstuhlinhaber für Experimentalphysik an die Universität Pavia berufen wurde.
Dort erfand er ein („Strohhalm“-) Elektroskop zur Messung kleinster Elektrizitätsmengen (1783), quantifizierte die Messungen unter Einführung eigener Spannungseinheiten (das Wort „Spannung“ stammt von ihm) und formulierte die Proportionalität von aufgebrachter Ladung und Spannung im Kondensator.
1792 erfuhr er von den Frosch-Experimenten des angesehenen Anatomen Luigi Galvani, die dieser auf animalische Elektrizität zurückführte. Volta erkannte aber die Ursache der Muskelzuckungen in äußeren Spannungen (etwa Kontaktelektrizität, falls mit mehreren Metallen experimentiert wurde), und es entsprang ein Streit um den Galvanismus, der die Wissenschaftler in ganz Europa in Lager teilte. Für Galvani lag die Erklärung darin, dass der Frosch eine Art Leidener Flasche (also ein Kondensator) war, für Volta war er nur eine Art Detektor. Heute ist immer noch wichtig, dass sich daraus Voltas langjährige Untersuchungen zur Kontaktelektrizität und schließlich seine bahnbrechende Erfindung der Batterie ergab.
Volta soll in seinen Schriften auch die Idee des Telegraphen und das Gay-Lussac-Gesetz (Volumenausdehnung von Gasen proportional zur Temperatur) vorweggenommen haben.
1791 ernannte ihn die Royal Society zum Mitglied und verlieh ihm 1794 ihre Copley-Medaille. 1792 ging er auf seine zweite Auslandsreise, bei der er u. a. Pierre Simon Laplace, Antoine Laurent de Lavoisier in Paris, wo er bereits seit 1782 Mitglied der Académie des sciences war, sowie Georg Christoph Lichtenberg in Göttingen besuchte.
Die größte und erfolgreichste Erfindung Voltas war jedoch die um 1800 konstruierte Voltasche Säule, die erste funktionierende Batterie (nachdem er schon in den 1790er Jahren elektrische Spannungsreihen verschiedener Metalle untersucht hatte). Sie bestand aus übereinander geschichteten Elementen aus je einer Kupfer- und einer Zinkplatte, die von Textilien, die mit Säure (zunächst Wasser bzw. Salzlake) getränkt waren, voneinander getrennt waren. Er schildert die Erfindung in einem berühmten, am 20. März 1800 verfassten Brief an Sir Joseph Banks von der Royal Society in London. Erst diese Erfindung der Batterie ermöglichte die weitere Erforschung der magnetischen Eigenschaften elektrischer Ströme und die Anwendung der Elektrizität in der Chemie im folgenden Jahrhundert.

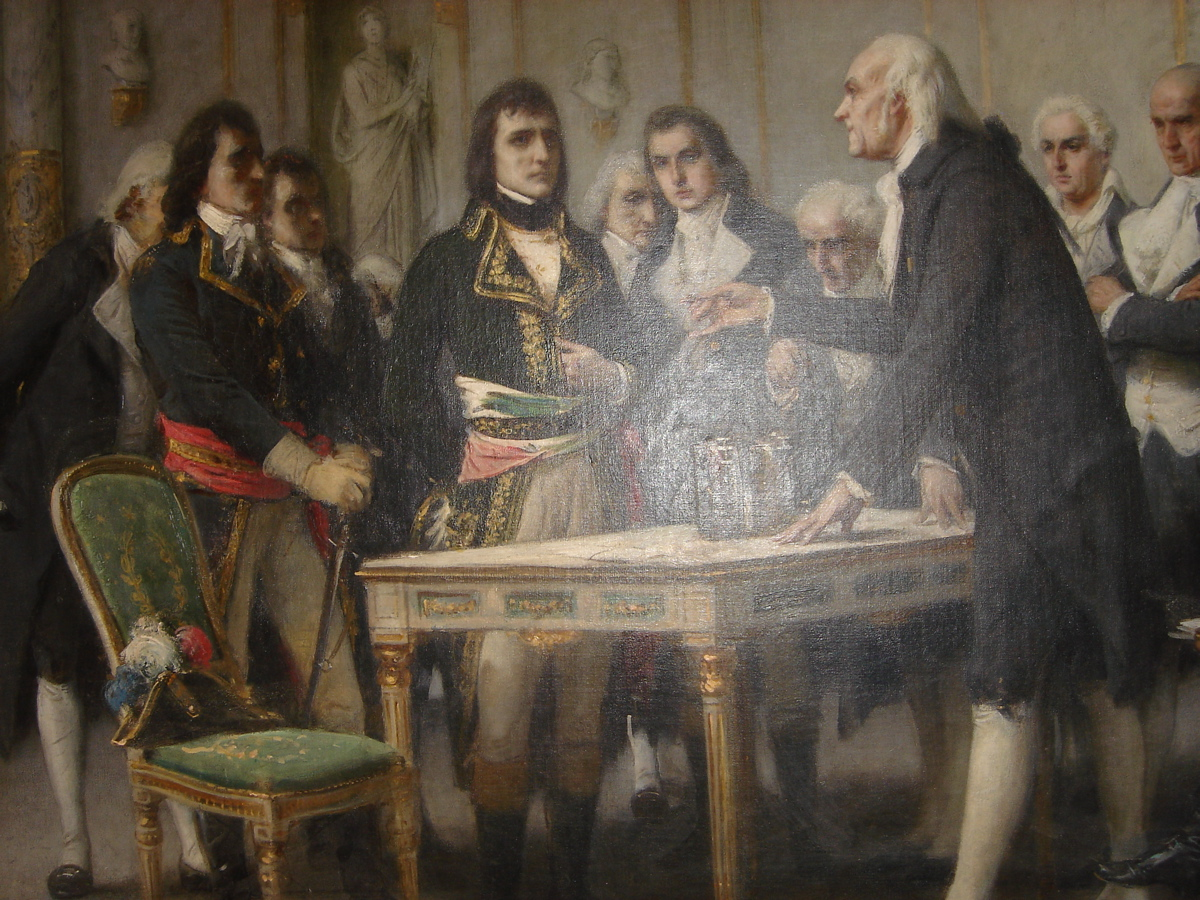
Allessandro Volta demonstriert Napoleon Bonaparte seine Batterie, (1801).

1801 reiste er nach Paris, wo er am 7. November Napoleon Bonaparte seine Batterie vorführte.
1802 erhielt er vom Institut de France die Ehrenmedaille in Gold und von Napoleon eine Pension. 1805 wurde er zum auswärtigen Mitglied der Göttinger Akademie der Wissenschaften gewählt. Seit 1808 war er auswärtiges Mitglied der Bayerischen Akademie der Wissenschaften. Nachdem Napoleon Italien erobert hatte, ernannte er Volta, der sich schon damals eigentlich zur Ruhe setzen wollte, 1809 zum Senator und erhob ihn 1810 in den Grafenstand. Nach der Erfindung der Batterie gab er die Forschung und Lehre zunehmend auf, wurde aber durch die Ernennung zum Dekan der philosophischen Fakultät 1813 noch zum Bleiben bewogen bis zu seiner endgültigen Emeritierung 1819. 1820 wurde er zum Mitglied der Royal Society of Edinburgh gewählt. Seine Karriere hatte die wechselnden Herrschaftsverhältnisse unbeschadet überstanden – er war sowohl bei den Habsburgern als auch bei Napoleon in Gunst. Im Ruhestand zog er sich auf sein Landhaus in Camnago nahe Como zurück.

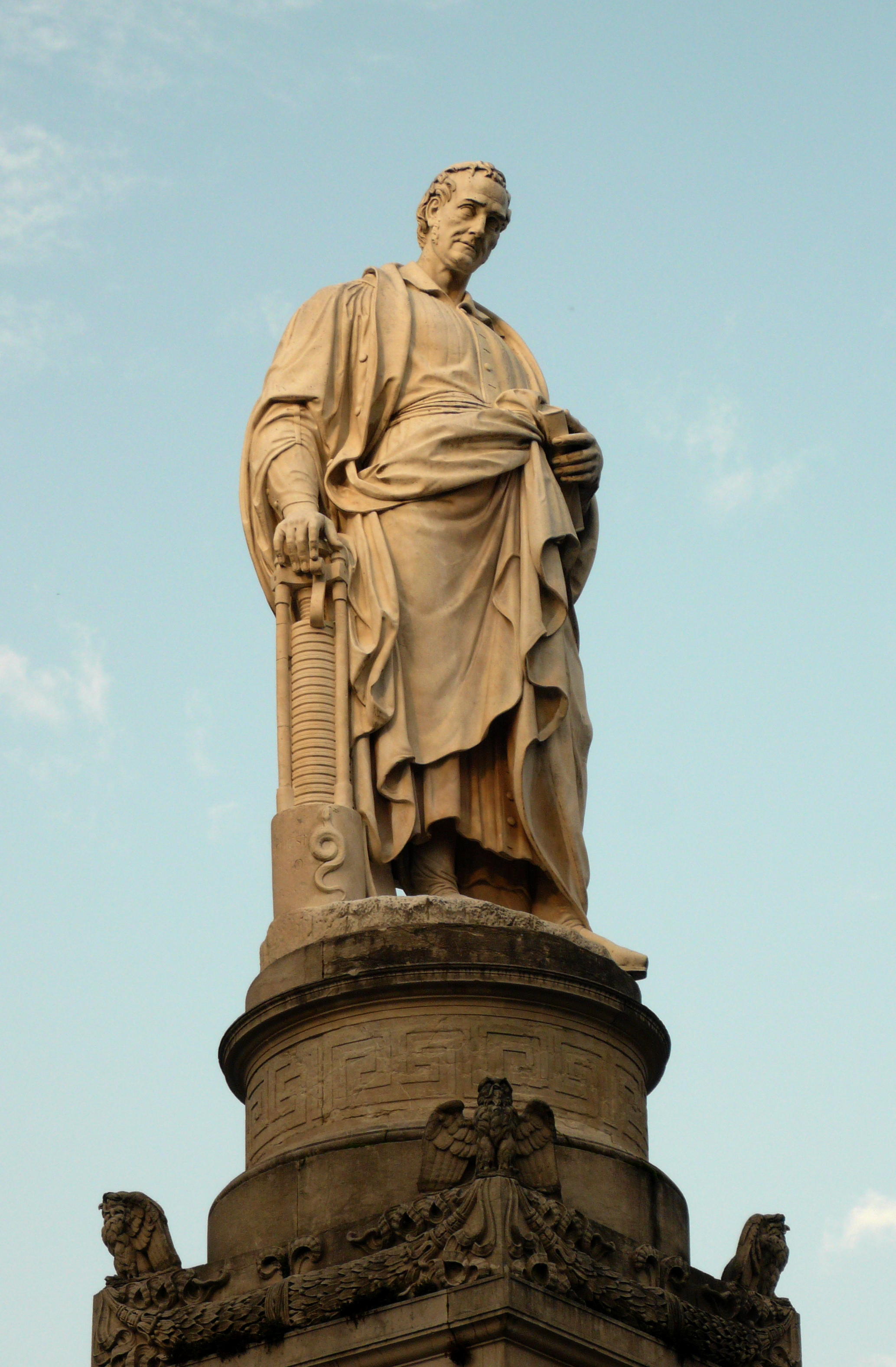
Denkmal für Alessandro Volta in Como. Es zeigt ihn mit der Voltaschen Säule.

Volta heiratete, nachdem er vorher lange Jahre mit der Sängerin Marianna Paris gelebt hatte, 1794 die wohlhabende Teresa Peregrini, mit der er drei Söhne hatte. Alessandro Volta starb am 5. März 1827 im Alter von 82 Jahren in Como. Er liegt in Camnago, einem Ortsteil von Como begraben, der seit 1863 Camnago Volta heißt. Dort kann man auch seine Instrumente im Museum Tempio Voltiano sehen.

## Posthume Ehrungen
Im 19. Jahrhundert wurde Volta mit der vermutlich höchsten Auszeichnung, die einem Physiker zuteilwerden kann, geehrt: Zu seinen Ehren wurde die Maßeinheit für die elektrische Spannung international mit der Bezeichnung Volt betitelt. Vorgeschlagen wurde dies zuerst 1861 von einem Komitee der British Association for the Advancement of Science.
Napoleon III. stiftete 1852 den Volta-Preis, der von der Pariser Académie des sciences vergeben wurde.
1964 wurde der Mondkrater Volta nach ihm benannt, 1999 der Asteroid (8208) Volta und ebenso das Fernheizkraftwerk Volta in Basel (1980).
Das Unternehmen Isovolta stellt seit 1949 in Österreich elektrische Isolierstoffe her. 2019 wurde die Zitteraalart Electrophorus voltai erstbeschrieben.

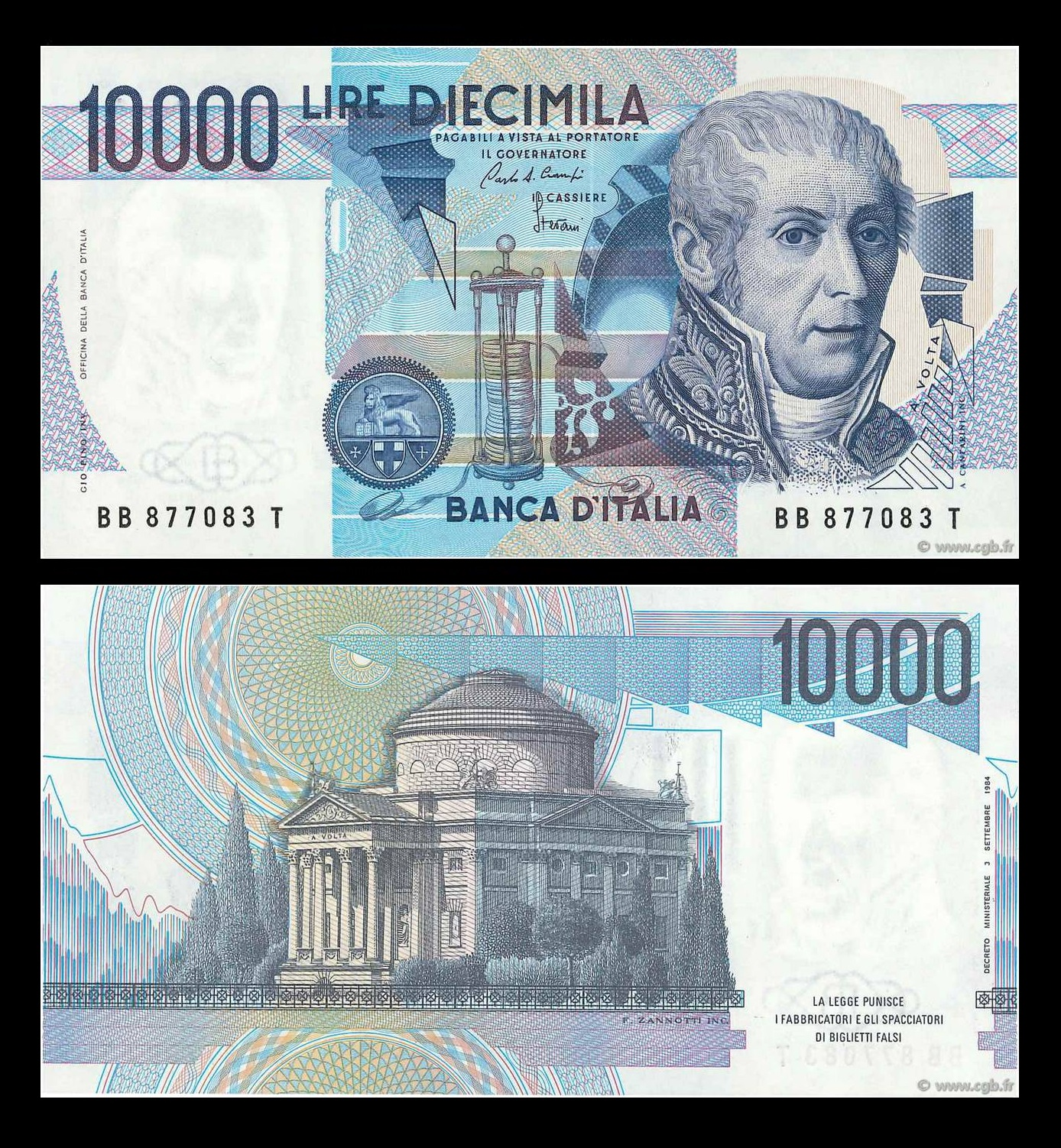
Alessandro Volta auf der letzten italienischen 10.000-Lire-Banknote

Alessandro Volta wurde auf der letzten italienischen 10.000-Lire-Banknote abgebildet, die von der Banca d’Italia zwischen 1984 und 2001 ausgegeben wurde.
Das Originalpräparat mit dem Wirkstoff Diclofenac, das heute dem Unternehmen Novartis gehört, trägt den Handelsnamen Voltaren (in D, A, CH, I), abgeleitet von Volta- für den Firmensitz des ursprünglichen Herstellers Geigy am Voltaplatz in Basel und -ren, einer Verkürzung von Rhein (lateinisch Rhenus).

## Schriften
- Alessandro Volta: "De vi attractiva ignis electrici". Dissertation von 1769 in google.books, abgerufen am 11. September 2024.
- F. Massardi (Herausgeber): Alessandro Volta. Epistolario, 5 Bände, Bologna, Zanichelli, 1949–1955 (Briefe)
- Alessandro Volta: Le Opere. 7 Bände, Hoepli, Mailand 1918–1929 (Reprint: Johnson, New York 1968)
- Aloisius Galvani: Abhandlung über die Kräfte der Electricität bei der Muskelbewegung (Comm. Bonon. Sc. et Art. Inst. et Acad. T. 7; 1791, Originaltitel: De viribus electricitatis in motu musculari commentarius), herausgegeben von A. J. von Oettingen, 2. Aufl., Repr. der Ausg. Leipzig, Engelmann, 1894 und 1900. Deutsch, Thun / Frankfurt am Main 1996, ISBN 3-8171-3052-X (enthält auch: Alessandro Volta: Untersuchungen über den Galvanismus (1796–1800), früher als: Ostwalds Klassiker der exakten Wissenschaften; Bd. 52 und 118).

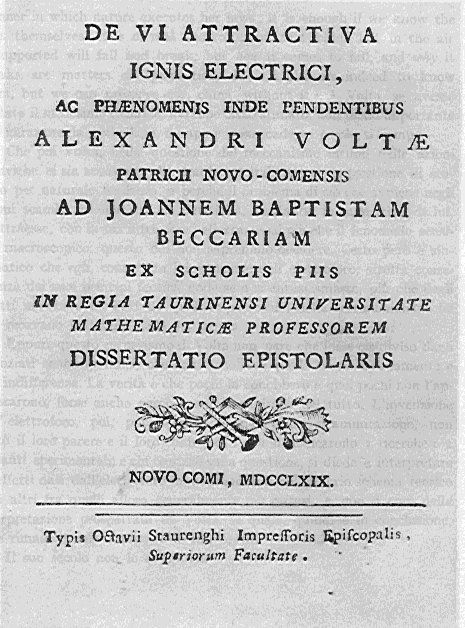
Titelblatt der ersten Veröffentlichung seiner Philosophical Transactions. von Alessandro Volta